# Iouri Dolgoroukov
Le prince Iouri Alexeïevitch Dolgoroukov (en russe : Ю́рий Алексе́евич Долгору́ков), de son vrai prénom Sophrone (Софроний), né vers 1610 à Moscou et mort le 15 mai 1682, est un homme d’État russe.

## Biographie
Iouri Dolgoroukov commence comme stolnik en 1627, puis devient voïvode de Veniov.
Le 25 novembre 1648, il est fait boyard et participe à l’élaboration de l’Oulojénié de 1649.

### Accomplissements
En tant que voïvode, il obtient une série de victoires lors de la guerre russo-polonaise qui dure de 1654 à 1667, dont un beau succès à la bataille de Verkiai. Le 1er août 1670, il mène une armée active dans la région d’Arzamas et de Nijni Novgorod contre les troupes de Stenka Razine, auxquelles il inflige une lourde défaite.
Parce qu’ils sont proches, Alexis Ier le nomme tuteur de son jeune fils Fédor, mais Dolgoroukov refuse le poste au profit de son fils, Mikhaïl (ru).

### Mort

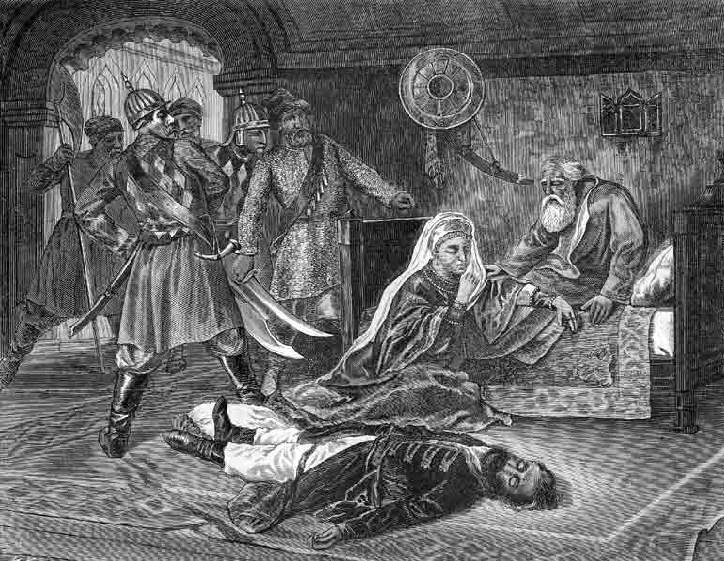
La mort des Dolgoroukov, gravure.

Il est tué ainsi que son fils lors de la révolte des streltsy de 1682 à Moscou. Ils sont enterrés tous les deux au monastère de l'Épiphanie de Moscou.